# Chris Collins (politico statunitense)
Christopher Carl "Chris" Collins (Schenectady, 20 maggio 1950) è un politico statunitense, membro della Camera dei Rappresentanti per lo stato di New York dal 2013 al 2019.

## Biografia
Nato a Schenectady, Collins studiò all'Università statale della Carolina del Nord e successivamente trascorse trentacinque anni nel mondo del business, lavorando come imprenditore.
Nel frattempo entrò in politica con il Partito Repubblicano e nel 1998 si candidò alla Camera dei Rappresentanti sfidando il deputato democratico di lungo corso John J. LaFalce, ma venne sconfitto con ampio margine.
Nel 2007 si candidò alla carica di County Executive della contea di Erie e venne eletto; nel 2011 chiese un altro mandato ma venne sconfitto dall'avversario democratico.
L'anno seguente annunciò la propria intenzione di candidarsi nuovamente alla Camera dei Rappresentanti, chiedendo l'elezione in un distretto congressuale appena ridisegnato: gran parte del territorio compreso in questo distretto era rappresentato da circa un anno dalla deputata democratica Kathy Hochul, che decise di concorrere per la rielezione nel nuovo distretto. Collins e la Hochul si affrontarono in una campagna elettorale molto combattuta e alla fine Collins riuscì a prevalere, venendo eletto deputato.
L'8 agosto 2018 venne arrestato dall'FBI insieme al figlio Cameron con l'accusa di frode, insider trading e false dichiarazioni. Dopo aver inizialmente sospeso la propria campagna elettorale per la rielezione al Congresso, ha tuttavia deciso il 17 settembre di ritirare le proprie dimissioni e riprendere la campagna. Il 6 novembre successivo fu rieletto con il 49,1%, in netto calo rispetto alla scorsa elezione. Il 30 settembre 2019 tuttavia cambiò la propria dichiarazione di colpevolezza e rassegnò le dimissioni alla Camera il giorno dopo. Collins si recò in seguito in un tribunale federale di Manhattan e si dichiarò colpevole delle accuse rivoltegli. Il 17 gennaio 2020 fu condannato a 26 mesi di prigione. L'inizio della sentenza era previsto per il 17 marzo, ma è stato successivamente posticipato a causa della pandemia di COVID-19. Ha iniziato la sua condanna il 13 ottobre 2020 nel campo di prigionia federale a Pensacola. Il 22 dicembre successivo il presidente degli Stati Uniti Donald Trump gli concede la grazia.